# Ai Kume
Ai Kume (久米 愛, Kume Ai, 7 de julho de 1911 — 14 de julho de 1976) foi uma das três primeiras mulheres admitidas na ordem dos advogados no Japão, em 1940.

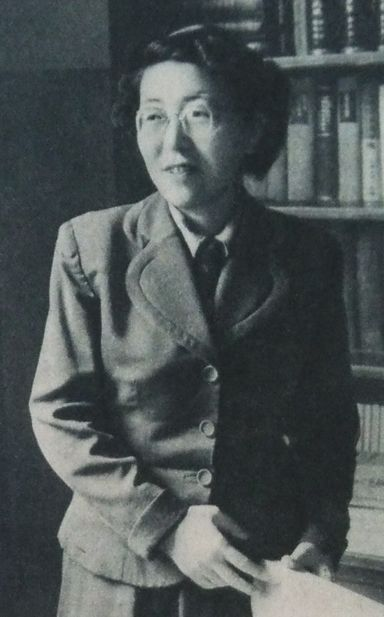
Ai Kume, em foto tirada em 1954.

Em 1950, a Associação das Mulheres Advogadas do Japão foi fundada, tendo Kume como uma de seus membros fundadores, além da primeira presidente.
Em 1960, Kume foi entrevista por Beate Sirota Gordon no âmbito de seu trabalho de pesquisas na Universidade de Columbia.
Também foi uma delegada para a Organização das Nações Unidas.

## Leitura complementar
The Reminiscences of Ai Kume: Japanese Occupation, 59 pages, Oral History Research Office, Columbia University, 1962